# هویک آقازاریان
هویک هوسپی آقازاریان (Հովիկ Հովսեփի Աղազարյան؛ زادهٔ ۹ فوریهٔ ۱۹۶۰) یک سیاستمدار اهل ارمنستان است که از تاریخ ۱۹۹۰ تا تاریخ ۱۹۹۵ نمایندگی دوره اول شورای عالی جمهوری ارمنستان و سپس از تاریخ ۲۰۱۷ تاکنون نمایندگی دوره‌های ششم، هفتم و هشتم مجلس ملی جمهوری ارمنستان را برعهده دارد.

## زندگی‌نامه
در ۹ فوریه ۱۹۶۰ در آیگدزور به دنیا آمد و از دانشگاه دولتی ایروان (۱۹۸۲) و دانشگاه فنی دولتی بائومن مسکو (۱۹۸۷) فارغ‌التحصیل شد. وی همچنین برنده مدال دراستامات کانایان شده است.